# Sirras
Sirras regeerde van 423–393 v.Chr. over het Koninkrijk Illyrië. Hij nam deel aan de Peloponnesische oorlog tegen Sparta.